# 1944: The Loop Master
1944: The Loop Master es un videojuego de disparos con desplazamiento vertical desarrollado por Raizing y publicado por Capcom para juegos arcade. Es la quinta entrega de la serie 194X de Capcom. El juego se desarrolla en las acaloradas batallas de 1944 durante la Segunda Guerra Mundial, cuando dos pilotos super ases, P-38 Lightning y Mitsubishi A6M Zero, intentan derrotar a todo un ejército. Es la secuela de 19XX: The War Against Destiny y utiliza la máquina arcade CP System II.

## Jugabilidad
El arcade funciona y se juega como la mayoría de los juegos de disparos estándar. El objetivo de cada nivel es disparar a los aviones enemigos, tanques, trenes, torretas, acorazados y derrotar al jefe después de cada nivel. A diferencia de su predecesor, 19XX: The War Against Destiny, el juego se juega más como los primeros juegos de la serie. A pesar de la descripción inicial de las estadísticas del avión, ambos aviones funcionan de la misma manera y solo están disponibles para el primer o segundo jugador respectivamente. El juego toma prestado de 19XX en el sentido de que tiene una especie de sistema de carga. Al mantener presionado el botón de disparo, la barra de carga se llenará y, cuando esté llena, el avión volará hacia arriba y se volverá temporalmente invencible. El juego también tiene el botón de bomba estándar, que hace que los Misiles Tomahawk vuelen por la pantalla causando un daño importante a los enemigos que alcanzan.
El sistema de salud del juego también funciona de manera diferente a los juegos anteriores de la serie. El avión tiene una barra de salud que disminuye después de cada impacto, pero los jugadores comienzan con solo una vida y el juego otorga mejoras de salud con moderación.

### Copilotos
La opción de copilotos está mucho más presente en este juego que en otros de la serie. Un pequeño icono de avión dorado vuela por la pantalla en determinados momentos, lo que libera un icono de compañero de ala. Los copilotos añaden algo de potencia de fuego adicional, pero son vulnerables al fuego enemigo.
A partir de la etapa 8, los copilotos disparan rayos láser.
```
===Etapas===
```

Hay 15 etapas en este juego.
Como opción del tablero arcade, la selección de etapas permite al jugador comenzar el juego en la etapa 1, 6 u 11. Si el diseño de la etapa está configurado como infinito, el jugador también puede elegir la ronda número 1, 2 o 3, siendo más difícil una ronda más alta.
Durante cualquier batalla contra un jefe, hay un límite de tiempo invisible para cada batalla. La misión falla cuando hay al menos un núcleo entre todas las unidades del jefe que no se destruyen dentro del límite de tiempo. El fracaso de la misión no cambia el progreso del juego, pero evita que el jugador obtenga la bonificación por completar la etapa. Los jefes incluyen a Nagi, un destructor de alta velocidad, Akane, un prototipo de atacante, y Kai, un crucero de batalla antisubmarino. Después de destruir al jefe de la etapa 15 Appare Toride, el juego termina si el diseño de la etapa está configurado en 1 bucle, o el juego continúa en la etapa 1 con enemigos disparando más rápido si el diseño de la etapa está configurado en infinito.

## Lanzamiento
En 2021, el juego se incluyó como parte del paquete 3 de la compilación Capcom Arcade Stadium para Nintendo Switch.

## Recepción
En Japón, Game Machine incluyó 1944: The Loop Master en su número del 15 de noviembre de 2000 como el decimotercer juego arcade de mayor éxito del mes.